# كريستوفر كالدويل
كريستوفر كالدويل Christopher Caldwell مواليد 1962 بمدينة لين (ماساتشوستس)، هو صحفي أمريكي خريج جامعة هارفرد في الأدب الإنجليزي. متزوج من زيلدا ابنة الصحفي المعروف روبرت نوفاك. وله خمسة أبناء.

## من مؤلفاته
- سنة 2009 الف كتاب بعنوان تأملات عن الثورة في أوروبا الهجرة والإسلام والغرب Reflections on the Revolution In Europe: Immigration, Islam, and the West , حول موضوع الإسلام في أوروبا واعتبرته مجلة ذي إيكونوميست من أهم الكتب التي اثارت مسألة اسلمة أوروبا والإسلام السياسي وهجرة المسلمين . ترجم إلى اللغة الفرنسية تحت عنوان ثورة أمام أعيننا…كيف سيغير الإسلام فرنسا وأوروبا. [2]

## روابط خارجية
- Financial Times bio
- The Financial Times Author archive.
- مرات الظهور على سي-سبان